# Золотарёва, Ирина Михайловна (антрополог)
Ири́на Миха́йловна Золотарёва  (1931—2002) — российский антрополог, кандидат биологических наук.

## Биография
Ирина Михайловна родилась в Москве в семье инженеров.
В 1954 году окончила кафедру антропологии биолого-почвенного факультета МГУ с отличием, а затем аспирантуру Института этнографии АН СССР.
С 1958 по 1993 год являлась сотрудником сектора антропологии Института этнографии (этнологии и антропологии).
С 1971 года Ирина Михайловна являлась членом советско-финляндской рабочей группы по сотрудничеству в области этнографии и антропологии, которую с советской стороны возглавляла заместитель директора Института этнографии Л. Н. Терентьева.
Вместе с Э. Л. Нитобургом она стала ответственным редактором сборника «Расы и расизм».
Ирина Михайловна много лет преподавала антропологию на кафедре этнографии Исторического факультета МГУ. Под её руководством защищены две кандидатские диссертации, в том числе Д. О. Ашиловой.
Несколько раз представляла страну в ЮНЕСКО как эксперт по расовым проблемам.
Ирина Михайловна участница 17-ти экспедиций, в 12-ти из них руководитель.

## Научная деятельность
Ирина Михайловна автор более 70 научных работ, ответственный редактор 10 монографий и сборников статей.
В 1952 году участвовала в экспедиции в Башкирию, а в 1953 году в Киргизию, руководителями, которых были Т. И. Алексеева и Г. Ф. Дебец.
В 1962 году Ирина Михайловна защитила кандидатскую диссертацию на тему: «Антропологический тип бурят в связи с вопросами их этногенеза».
С 1965 по 1968 год и в 1973 году, была в экспедиции в Монголии, где она обследовала 14 этнотерриториальных групп современных монголов и одну группу казахов.
В Монголии Ирина Михайловна приняла участие в сборе геногеографического материала по группам крови совместно с А. А. Вороновым.
Ей принадлежат первые современного уровня научные описания физической внешности целых этнических общностей из числа коренных малочисленных народов Севера, а именно нганасан, энцев, долган и юкагиров.
В 1970—1980-е годы отделом антропологии были проведены четыре большие комплексные экспедиции совместно с финскими коллегами с целью глубокого антропологического изучения восточноевропейских этнических групп. Руководили экспедициями А. А. Зубов и Н. В. Шлыгина.
В 1976 году Ирина Михайловна была включена в состав международной советско-вьетнамской этнографо-антропологической экспедиции.
Муж — археолог Николай Бадер; сын — историк Андрей Бадер.

## Основные публикации
- Соматологические исследования в Ферганской долине // Труды Киргизской археолого-этнографической эксп. М., 1956.
- Некоторые данные по этнической антропологии населения Забайкалья //  Записки Бурят-Монгольского НИИ культуры. ХХIV. Улан-Удэ, 1957. С. 203-241.
- Черепа из Перейминского и Козловского могильников // Материалы и исследования по археологии СССР. М., 1957. № 58.
- Антропологическое изучение бурят // К 35-летию Ин-та культуры. Улан-Удэ, 1958.
- Этническая антропология бурят // Этнографический сб-к. Вып. I. Улан-Удэ, 1960. С. 11-30.
- Антропологический тип современных бурят // Вопросы антропологии, 1960. Вып. 5.
- Антропологическое исследование нганасан // Советская этнография, 1962. № 6. С. 131-136.
- Распределение групп крови у народов Северной Сибири. Доклад на VII МКАЭН. М., 1964.
- Рец. на 71 и 82 тома трудов Ин-та этнографии АН СССР (III и IV антропологические сборники) //Советская этнография, 1964. № 5.
- Антропологическое исследование долган // Советская этнография, 1965. № 3.
- Юкагиры (антропологический очерк) // Проблемы антропологии и исторической этнографии Азии. М., 1968.
- The Khalkha-Mongols and Race Types of Northern Asia // VIII Inter. Congress of Anthropol. and Ethnographical Sciences (Tokio, 1968). М., 1968.
- О некоторых проблемах этнической антропологии Северной Азии (в связи с работами Г.Ф.Дебеца) // Советская этнография, 1971. № 1.
- Геногеографическая характеристика Монголии по системе АВО // Советская этнография, 1972. № 3.
- Антропологическая дифференциация восточных самодийцев // Антропология и геногеография. М.: Наука. 1974. С. 215-231.
- Антропологическая дифференциация угорских и самодийских народов на севере Западной Сибири в связи с проблемами их этнической истории // * Вопросы советского финно-угроведения (тезисы докладов). Петрозаводск, 1974. (Соавтор Г.А.Аксянова).
- Антропологические материалы к проблеме этногенеза калмыков // Проблемы алтаистики и монголоведения. (Материалы Всесоюзной конференции). Вып. I. Серия литературы, фольклора и истории. Элиста, 1974.
- Антропология некоторых народов Северной Сибири // Юкагиры (историко-этнографический очерк). Новосибирск, 1975.
- Территориальные варианты антропологического типа якутов (в связи с проблемой их происхождения) // Этногенез и этническая история народов Севера. М., 1975.
- IV Конгресс финно-угроведов в Будапеште // Советская этнография, 1976. № 3. (Соавторы Л.Н.Терентьева, З.П.Соколова).
- Характеристика трех групп населения Марийской АССР по описательным расово-диагностическим признакам // Новые исследования по антропологии марийцев. М.: Наука. 1979.
- Генетические исследования марийцев (черемисов) // Новые исследования по антропологии марийцев. М.: Наука. 1979. (Соавторы А.В. Эрикссон, А.Г.Козинцев, А.В.Шевченко и др.).
- Офтальмо-антропологические исследования в Марийской АССР // Новые исследования по антропологии марийцев. М., 1979. (Соавторы Х.Форсиус, П.Каяноя, Х.Ниеминен).
- Советско-вьетнамское сотрудничество в антропологии // Расы и народы. М., 1979. Вып. 9. (Соавтор Г.А.Аксянова).
- Проблема антропологического единства монгольских народов (монголов, бурят, калмыков) // Труды III Межд. конгресса монголоведов. Улан-Батор, 1979.
- Этническая антропология // Советское финно-угроведение 1975-1980. Обзоры работ советских ученых к V Межд. конгрессу финно-угроведов, Турку, 1980. М., 1980.
- Монголы в мировой систематике одонтологических типов // Вопросы антропологии, 1980. Вып. 64. (Соавтор А.А.Зубов).
- Афинский призыв (антропологи против расизма) // Советская этнография, 1982. № 3.
- Предисловие к публикации «Симпозиум ЮНЕСКО, посвященный критике и разоблачению псевдонаучных теорий, используемых для оправдания расовой дискриминации (Афины, 1981) // Расы и народы. М., 1982. Вып. 12.
- Anthropology of the Small Nations of Northern Siberia. “Annales Academiae Scientiarum Fennicae”. S. A. V. Medica. 174. Helsinki, 1982.
- Антропологическая характеристика этнолокальных групп монголов (в свете этнической истории). Доклад для IV Межд. конгресса монголоведов. Улан-Батор, 1982.
- Comparision of Aggregative Anthropologic Characteristics according to Empiric and Reconstracted Data of the Upper Part of Face // II Anthropol. Congress of Ales Hrdlichka. Universitas Carolina Pragensis, 1982. (With G.V.Lebedinskaya).
- К проблеме соотношений антропологических характеристик монголов, бурят и калмыков по данным соматологии // Материальная и духовная культура калмыков. Элиста, 1983.
- Антропология самодийских и угорских народов Западной Сибири //Congr.  Guartus Intern. Fenno-Ugristarum (1975). P.V. Budapest, 1983.
- Основные итоги полевых антропологических исследований на территории СССР в рамках советско-финляндского сотрудничества // Тезисы докладов на Всесоюзной сессии по итогам полевых исследований 1982-1983 гг. Черновцы, 1984.
- Опыт сопоставления краниологического материала и современного населения по некоторым признакам соматологической характеристики // * * * Советская этнография, 1984. № 5. (Соавторы Г.В.Лебединская, Н.К.Морозова).
- Расширенное заседание Ученого Совета Музея антропологии и этнографии, посвященное памяти В.В.Гинзбурга // Советская этнография, 1985. № 1. (Соавторы М.М.Герасимова, Г.Л.Хить).
- Данара Овшиновна Ашилова (к 50-ти летию со дня рождения) // Проблемы современных этнических процессов в Калмыкии. Элиста, 1985.
- Перспективы применения ближней стереофотограмметрии в антропологии // Проблемы эволюционной морфологии человека и его рас. М., 1986. (Соавторы Л.П.Винников, И.Г.Индиченко, А.А.Зубов, Г.В.Лебединская).
- Этническая одонтология Вьетнама как источник изучения взаимодействия монголоидных и экваториальных форм в Юго-Восточной Азии // Советская этнография, 1986. № 4. (Соавторы Г.А.Аксянова, А.А.Зубов).
- Somatological Investigation of the Three Territorial Groups of the Bashkirs // Somatology and Population Genetics of the Bashkirs. * “Annales Academiae Scientiarum Fennicae”.S.A. V. Medica. 175. Helsinki, 1986.
- Антропологические исследования во Вьетнаме // Историческая динамика расовой и этнической дифференциации населения Азии. М., 1987. (Соавтор Г.А.Аксянова).
- Этническая антропология Вьетнама: расогенетический аспект // Расы и народы. М., 1989. Вып. 19. (Соавтор Г.А.Аксянова).
- Антропология современных народов Уральского региона (в аспекте древних этнических контактов) // Congr. Septimus Intern. Fenno-Ugristarum. Debrecen, 1990. V. 6.
- Некоторые итоги антропологического исследования современного населения МНР // Археологические, этнографические и антропологические исследования в Монголии. Новосибирск: Наука. 1990. С. 173-184.
- Эволюция взглядов на расы человека в документах ЮНЕСКО, направленных против расизма // Расы и расизм. История и современность. М.: Наука. 1991.
- ”Eastern” and “Western” Trends in the Formation of the Physical Type of the Finno-Ugrian Peoples of the Uralian Region // Физическая антропология и традиционная культура финно-угорских народов. М., 1991.
- Антропологический тип современных нганасан (исследование взрослого населения) // Нганасаны. Антропологическое исследование. М.: ИЭА РАН. 1992. (Соавтор Г.А.Аксянова).
- Введение и заключение // Нганасаны. Антропологическое исследование. М.: ИЭА РАН. 1992.
- Somatological Characteristics of the Vologda Russians among Anthropological Types of the Northern Russians // Physical Anthropology and Population Genetics of Vologda Russians. Helsinki, 1993.
- Введение // Современная антропология и генетика и проблема рас у человека. М., 1995. (Соавтор Г.А.Аксянова).
- Новые материалы к антропологической дифференциации монголоидов Азии // Единство и многообразие человеческого рода. М., 1997. Ч.1.